# Majevica
La Majevica (cyrillique: Мајевица)  est une montagne du nord-est de la Bosnie-Herzégovine, dont le point culminant, le mont Stolice (916 m), est situé à environ 15 km à l’est de la ville de Tuzla.